# Don't You Worry Child
"Don't You Worry Child" er den sjette single af den svenske supergruppe Swedish House Mafia. Det er den sidste single fra deres andet studiealbum, Until Now, med vokalerne af den svenske sanger John Martin. Sangen er den hidtil bedst sælgende single for Swedish House Mafia. Den nåede en 1. plads i fem forskellige lande, herunder den britiske hitliste. Derudover nåede den en 2. plads på den danske hitliste, samt en 6. plads på den prestigefylde amerikanske Billboard, hvor den også gik 3x platin.

## Musikvideo
Musikvideoen til "Don't You Worry Child" udkom den 14. september 2012. Optagelserne foregår ved gruppens sidste optræden i Storbritannien den 14. juli 2012 ved National Bowl i Milton Keynes.

## Track listing
| 1. | "Don't You Worry Child" (Radio Edit)       | 3:32 |
| 2. | "Don't You Worry Child" (Extended Mix)     | 6:43 |
| 3. | "Don't You Worry Child" (Acoustic Version) | 4:17 |
| 4. | "Save the World" (Zedd Remix)              | 6:21 |

| 1. | "Don't You Worry Child" (Tom Staar & Kryder Remix) | 6:20 |
| 2. | "Don't You Worry Child" (Promise Land Remix)       | 5:45 |
| 3. | "Don't You Worry Child" (Joris Voorn Remix)        | 7:03 |